# Ястреб Ірина Леонідівна
Іри́́на Леоні́дівна Я́стреб — голова правління громадської культурно-просвітницької організації «Український дім Дюссельдорф».
Закінчила Харківський національний університет імені В. Н. Каразіна.
Захистила кандидатську диссертацію в Інституті медицини праці НАМН України.
Вийшла друком її праця «Вибірне визначення метаболітів фосфороорганічних пестицидів у токсиколого- гігієнічних та клінічних дослідженнях», Київ, 1996.
Упорядкувала історії українських остарбайтерів «Прошу вас мене не забувати» (2009, Дюссельдорф).
Станом на дату заснування — 7 березня 2007-го й надалі — голова правління громадської культурно-просвітницької організації «Український дім Дюссельдорф».

## Нагороди
- Відзнака Президента України — ювілейна медаль «25 років незалежності України» (22 серпня 2016) — за вагомий особистий внесок у зміцнення міжнародного авторитету Української держави, популяризацію її історичної спадщини і сучасних надбань та з нагоди 25-ї річниці незалежності України[1]
- Відзнака Президента України — орден княгині Ольги III ступеня(19 листопада 2008) — за вагомий особистий внесок у донесення до світової спільноти правди про  геноцид  Українського народу   під   час  Голодомору 1932—1933  років,активну участь  у проведенні Міжнародної акції вшанування пам'яті жертв  Голодомору  1932—1933 років  «Незгасима свічка».[2]